# Shouting Out Love
"Shouting Out Love" és una cançó enregistrada pel grup de R&B the Emotions i emesa com a senzill l'octubre de 1977 per Stax Records. Va ascendir al número 12 del rànquing de cançons Cashbox Top R&B i al número 31 de la llista Billboard Hot Soul Songs.

## Visió general
"Shouting Out Love" va ser composta per Carl Smith i produïda per Al Bell, William Brown i Marvell Thomas i també va sortir a l'àlbum Sunshine de 1977 de The Emotions.

## Crítica
Andrew Hamilton d'AllMusic va descriure Shouting Out Love com una cançó amb "un bon ritme, un gran ganxo i una veu sensacional".

## Aparicions en altres mitjans
La cançó va aparèixer a la banda sonora del llargmetratge de 2012 The Sapphires.

## Gràfiques
| Llistes (1978)                | Rànquing |
| ----------------------------- | -------- |
| U.S. Cashbox Top R&B Songs    | 12       |
| U.S. Billboard Hot Soul Songs | 31       |